# Poša
Poša je obec na Slovensku, v okrese Vranov nad Topľou v Prešovském kraji. Žije v ní 941 obyvatel.

## Historie
Území obce bylo osídleno během neolitu, eneolitu a od 9. století Slovany První písemná zmínka o vesnici pochází z roku 1386 a ves je v ní zmíněna jako Posa. Pozdější doložené tvary názvu jsou: Possa (v roce 1400 a 1773), od roku 1920 jako Poša, maďarsky Possa, Pósa. Od středověku náležela různým zemanům, od roku 1773 rodu Barkóczyů a od 19. století Balassovcům a dalším. V roce 1715 bylo v obci sedm obývaných a dvanáct opuštěných poddanských domácností, v roce 1787 v 46 domech žilo 342 obyvatel, v roce 1828 v 62 domech žilo 442 obyvatel a v roce 1910 žilo v obci 467 obyvatel. Hlavní obživou bylo zemědělství a dřevorubectví.
Do roku 1918 obec administrativně patřila pod Zemplínskou župu.

## Přírodní poměry
Obec leží v Ondavském výběžku Východoslovenské nížiny. Její západní část se nachází v údolí řeky Ondavy, která východním směrem postupně přechází do Pozdišovské pahorkatiny. Nadmořská výška se pohybuje v rozmezí od 111 do 202 metrů, střed obce je v nadmořské výšce 125 metrů. Listnatý les se nachází ve vyšších polohách na východě obce. Obcí protéká řeka Ondava a Kyjovský potok, který vytéká z odkalovací nádrže. Nádrž vznikla v roce 1977 při chemickém závodě Chemko Strážské. Nádrž je kontaminovaná nebezpečnými chemickými látkami.
Obec sousedí na severu s obcí Nižný Hrabovec, na východě s obcemi Pusté Čemerné a Vybúchanec (Košický kraj), na jihu s obcí Nižný Hrušov a na západě s obcí Dlhé Klčovo.

## Pamětihodnosti
- řeckokatolická farnost s farním kostelem Narození Panny Marie (Farský chrám narodenia Presvätej Bohorodičky) děkanátu Vranov nad Topľou-město. Kostel byl postaven v roce 2000.
- řeckokatolický barokně klasicistní kostel svatého Josefa z roku 1721, který byl do roku 2000 kostelem Narození Panny Marie.[7][8]
- římskokatolický filiální kostel Nejsvětějšího Srdce Ježíšova z roku 1997, římskokatolická farnost Poša patří pod farnost Nižný Hrabovec děkanátu Vranov nad Topľou.

## Galerie

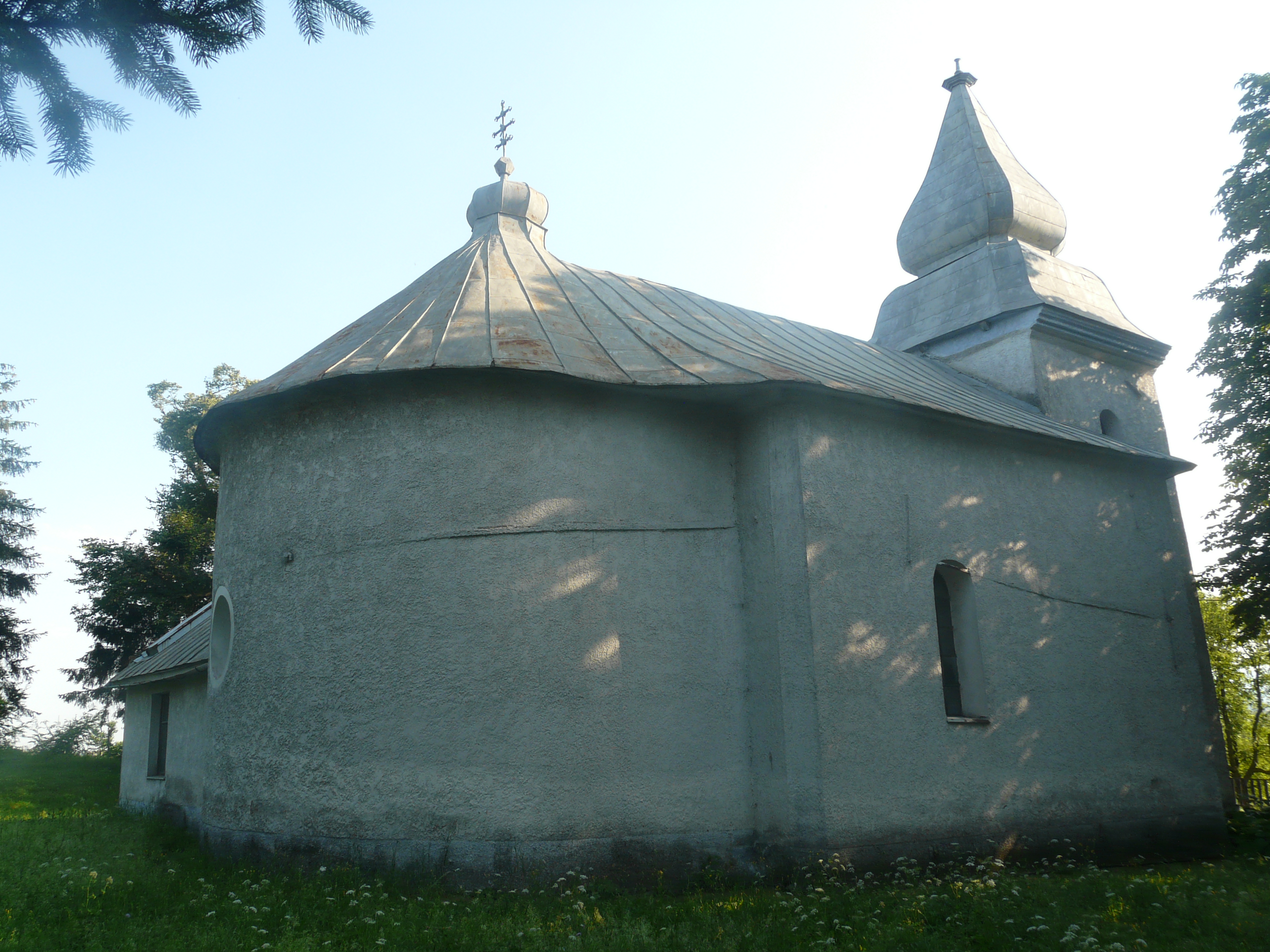
Kostel svatého Josefa
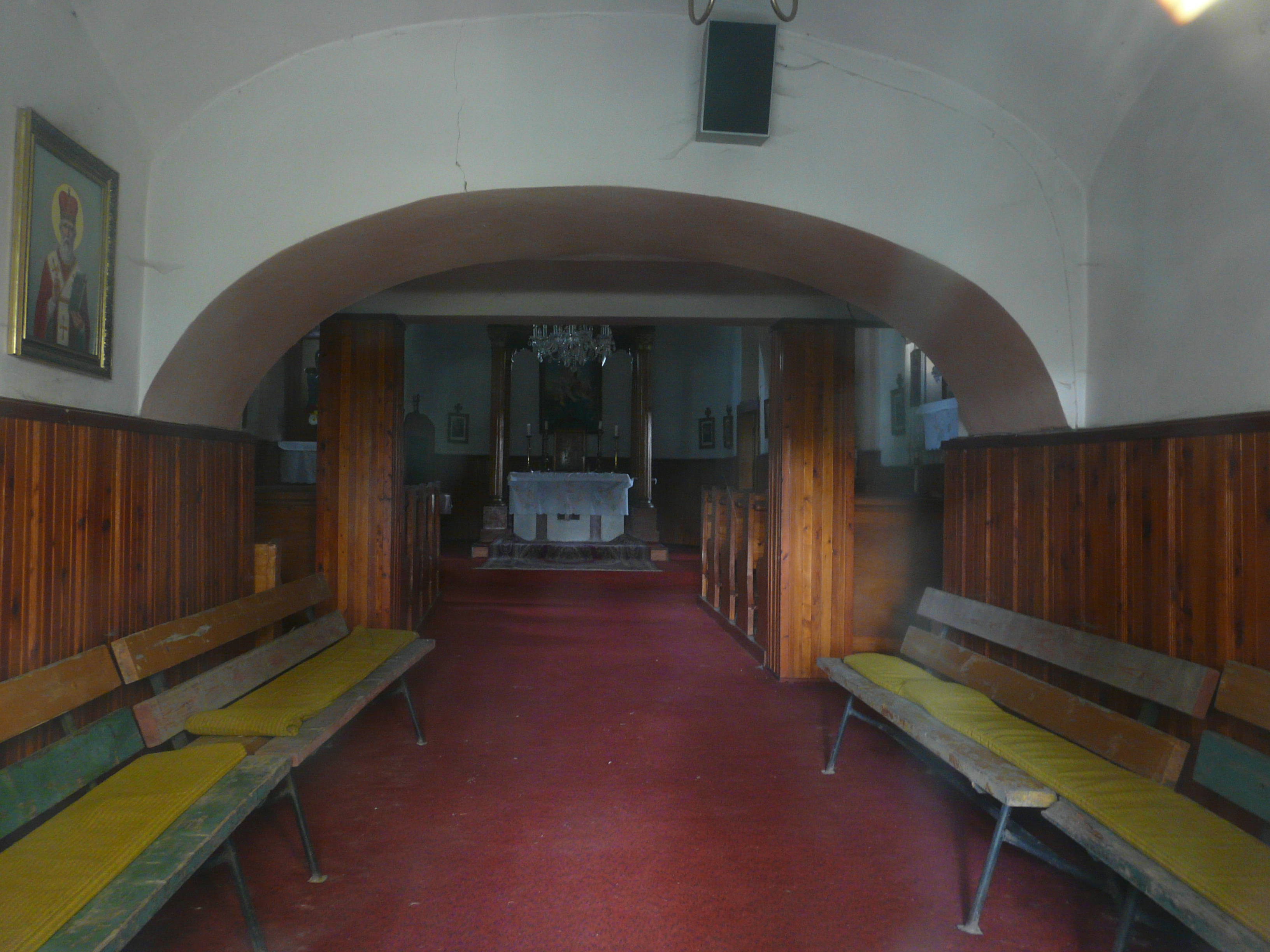
Interiér v kostele svatého Josefa
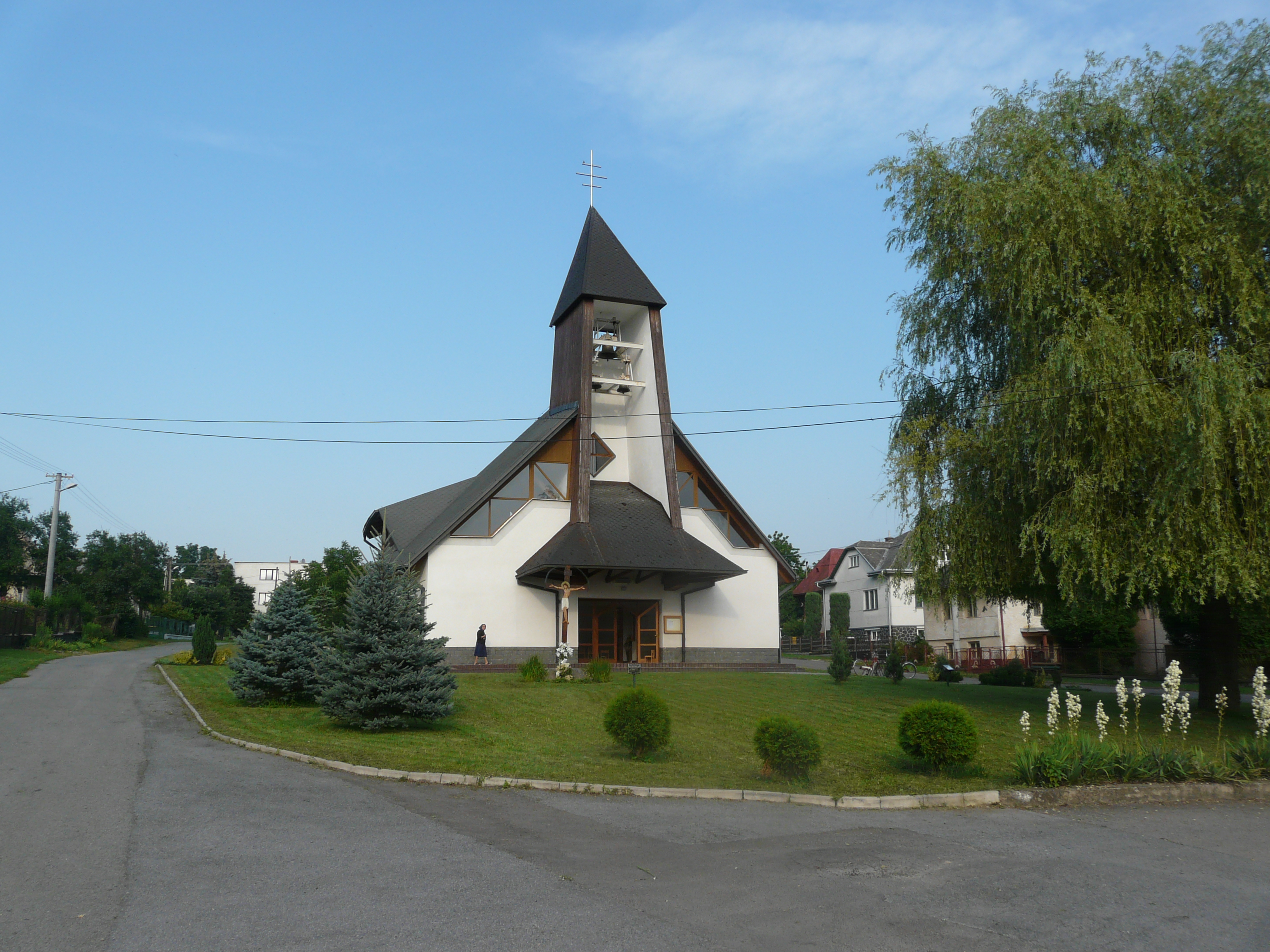
Řeckokatolický kostel narození Panny Marie
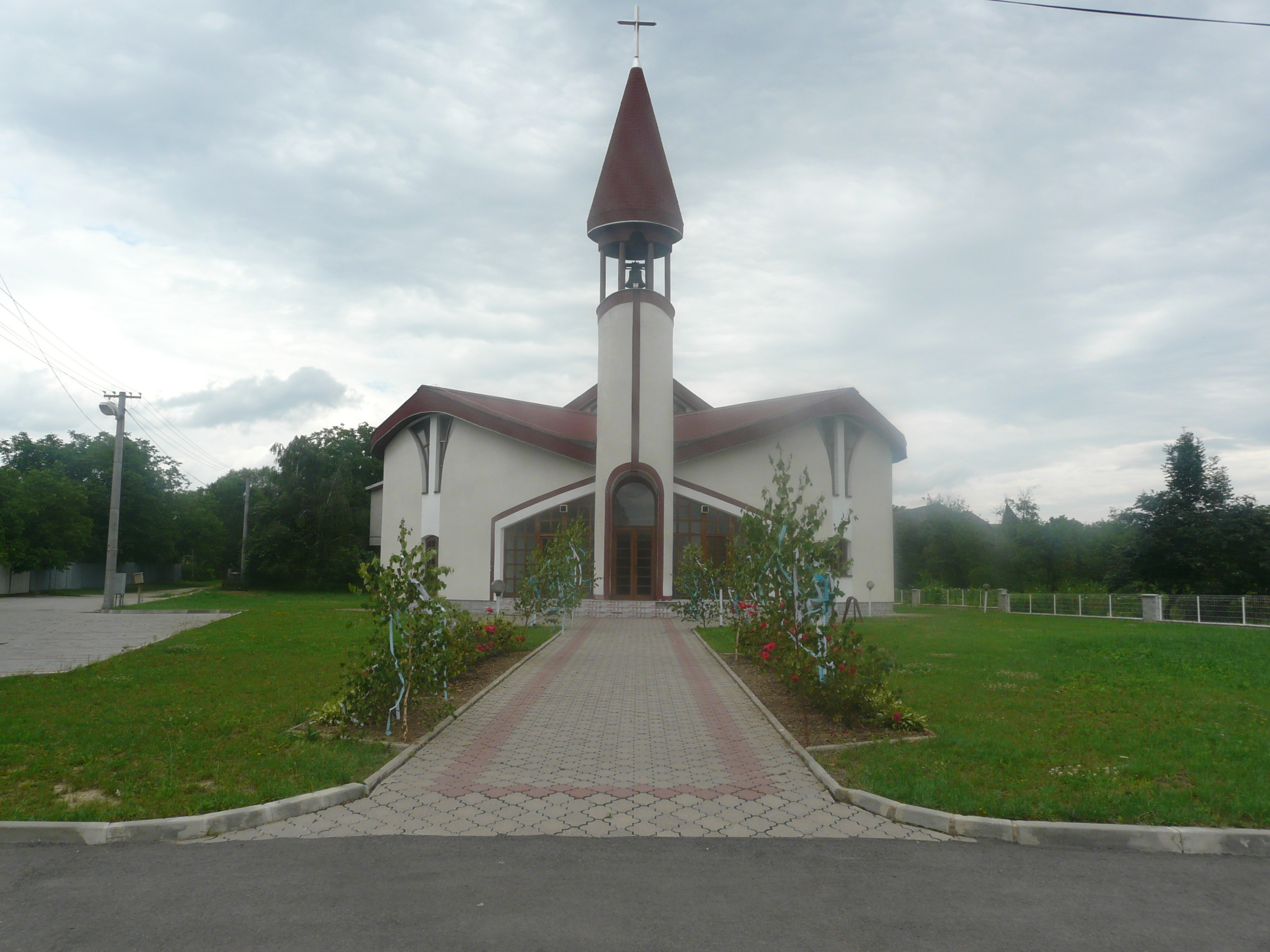
Římskokatolický kostel Nejsvětějšího Srdce ježíšova